# Nicoleta Savin
Nicoleta Savin este o jurnalistă română. A lucrat pentru ziarele Opinia studențească, Timpul, 24 de ore, Ziua, BBC, Evenimentul zilei și Prezent.
În perioada ianuarie 2007 - ianuarie 2008 a fost redactorul-șef adjunct al ziarului România Liberă.
Deține propria companie de consultanță și monitorizare de presă — Real Media Consulting — înființată în anul 2005.
În septembrie 2008, a acceptat postul de director al viitorului post de televiziune al lui Gigi Becali, iar din iunie 2009, a devenit consilier al acestuia, în Parlamentul European